# Волињска губернија
Волињска губернија (рус. Волынская губерния, укр. Волинська губернія) је некадашња губернија за време Руске Империје на територији историјске области Волињ.
Административни центар је до 1795. био град Изјаслав, затим до 1804. град Новоград-Волински. Док је 1804. административни центар губерније је званично постао град Житомир.
Између 1792. до 1795. губернија је носила назив Изјаславска губернија.